# Beketov (Mondkrater)
Beketov ist ein kleiner Einschlagkrater in den nördlichen Ausläufern des Mare Tranquillitatis. Südlich ist der Geisterkrater Jansen R gelegen. Nordöstlich, am Rand des Mare, liegt der Krater Vitruvius.
Beketov war als Jansen C bekannt, ehe er 1976 durch die Internationale Astronomische Union (IAU) umbenannt wurde. Der aufgefüllte Hauptkrater Jansen liegt südlich.